# Постойнска-Яма
Посто́йнска-Я́ма (словен. Postojnska jama — Постойнская пещера), Адельсбергский грот — система карстовых пещер длиной 24 340 м на плато Карст, находится близ города Постойна в Словении в регионе Нотраньска-Крашка. Самая протяжённая система пещер в Словении и одно из самых посещаемых туристами мест в этой стране, с XIX века оснащённая электроосвещением и железной дорогой.
Известняковое плато Карст в Словении дало название самому термину «карст» — совокупности процессов и явлений растворения водой горных пород и образования в них пустот, а также своеобразных форм рельефа, возникающих на местностях, сложенных горными породами, сравнительно легко растворимыми в воде, например гипсом, известняком, мрамором, доломитом и каменной солью.
Пещера была образована водами реки Пивка, которая протекает по пещере на протяжении 800 м. Внутри круглый год держится температура около 10 °С. 5,3 км пещеры открыто для посещения — это самая большая протяжённость открытого для посещения туристами пещерного пространства в мире.

## История
Пещера впервые описана в XVII веке бароном Янезом Вайкардом Вальвазором. Новые территории пещеры были случайно обнаружены в 1818 году служителем по имени Лука Чеч, который участвовал в подготовке пещеры к посещению первым императором Австрии Францем II.
В 1819 году пещера была открыта для всеобщего посещения и Чеч стал одним из шести проводников. Его приоритет в открытии новых территорий пещеры долго не признавали, и только спустя почти четверть века справедливость была восстановлена. (Б. Готман 01.10.17) Электрическое освещение было проведено в пещере в 1884 году (даже раньше, чем в столице Крайны — Лайбахе) по приказу императора Франца Иосифа, который посещал Постойнску-Яму дважды. Для приёма монарха, представителя династии Габсбургов, перед входом в пещеру был выстроен роскошный Предъямский дворец (ныне отдан под ресторан).
В 1872 году была проложена первая в мире пещерная железная дорога, вагонетки которой поначалу толкали гиды, а в начале XX века их стал тянуть газовый локомотив. После 1945 года он был заменён электрическим.
В т. н. концертном зале внутри пещеры издавна проводятся музыкальные мероприятия (например, в 1930 г. здесь дали два концерта артисты театра «Ла Скала»).
В годы Первой мировой войны через пещеру в тыл австрийцев при помощи инженеров прошло целое воинское соединение итальянской армии. Доступ к наиболее дальним залам пещеры (точнее, в 500-метровую Лепу яму, или, по-русски, — Красивую пещеру) облегчила постройка в 1916 году русскими военнопленными т. н. Русского моста.
Во время Второй мировой войны словенские партизаны взорвали складированные в пещере запасы топлива, вследствие чего поверхность стен и сводов в некоторых её залах до сих пор черна от слоя сажи.

## Фауна
Одним из символов пещеры является европейский протей — амфибия длиной до 20 см, обитающая под землёй. В одном из залов пещеры установлен аквариум, где можно увидеть этих животных — единственных в Европе позвоночных, проводящих всю жизнь под землёй.
Всего в пещере найдено 150 видов животных, среди которых немало эндемиков. При пещере имеется виварий, где представлена вся пещерная фауна.

## В культуре
- В 2013 году Банк Словении выпустил памятную монету номиналом 2 евро, посвящённую пещере Постойнска-Яма. На аверсе в центральной части помещены стилизованное изображение пещеры в виде спирали и слева от него — надпись: «Postojnska jama • 1213—2013 • Slovenija» (Постойнска-Яма • 1213—2013 • Словения). Выпуск приурочен к 800-летнему юбилею известности (первого посещения) этой национальной достопримечательности.[8][9] В некоторых источниках сообщается, что Постойнска-Яма «известна с 1213 года»[10][11].
- На небольшом астероиде главного пояса (243) Ида, на котором крупнейшие кратеры названы в честь известных земных пещер, гротов и лавовых трубок, кратер Постойна (Postojna) поименован в честь словенской пещеры Постойнска-Яма.